# 渡辺金一
渡邊 金一（わたなべ きんいち、渡辺金一、1924年〈大正13年〉12月14日 - 2011年〈平成23年〉2月6日）は、日本の歴史学者、経済学者。主専攻は東ローマ帝国史、古典古代史。一橋大学名誉教授。

## 経歴
出生から修学期
1924年（大正13年）12月14日、東京市生まれ。1941年に東京高等師範学校附属中学校（現・筑波大学附属中学校・高等学校）四年次で修了。同年東京商科大学（現・一橋大学）予科に入学。1944年より海軍経理学校を経て、終戦時まで大日本帝国海軍少尉として任務にあたった。
戦後復学、1948年、東京商科大学学部を首席卒業。その後1953年まで一橋大学特別研究生。在学中は上原専禄、増田四郎両教授に師事。
歴史学研究者として
1953年、一橋大学経済学部講師に就任。1957年に同助教授、1965年に同教授に昇任。東海大学に拠った尚樹啓太郎とともに日本における東ローマ帝国研究を第一世代として開拓した。1973年（昭和48年）には地理学の竹内啓一教授、ロシア文学の中村喜和教授らとともに「一橋大学地中海研究会」を創設。1988年（昭和63年）定年退官、同大学名誉教授の称号を受ける。その後も、1988年から2005年まで共立女子大学国際文化学部教授を務めた。
2011年2月6日、国分寺市の自宅で死去。日本基督教団国立教会で葬儀・告別式が行われた。

## 研究内容・業績
専門は西洋史で、古典古代史ならびに東ローマ帝国史を専門とした。
門下生
門下生には下記がいる。
- 松木栄三（宇都宮大名誉教授）
- 栗生沢猛夫（北海道大名誉教授）
- 大月康弘（一橋大教授）[6][2]
- 佐藤弘幸（東京外国語大学名誉教授）[7]など。

## 著作
- 『ビザンツ社会経済史研究』岩波書店 1968
- 『中世ローマ帝国：世界史を見直す』岩波新書 黄版 1980、度々復刊
- 『コンスタンティノープル千年：革命劇場』岩波新書 黄版 1985、同上

### 共編著
- 『海上民：イスラム世界の人びと 4』家島彦一と共編、東洋経済新報社 1984

### 記念論集
- 『ヨーロッパ[精神史の基本問題：下村寅太郎先生退官記念論文集』岩波書店 1966

澤柳大五郎・関根正雄・村治能就・浅野順一・中野幸次・秀村欣二・兼岩正夫・清水富雄・渡辺金一・西沢龍生・藤田健治・永井博共編著

### 翻訳書
- マックス・ウェーバー『古代社会経済史：古代農業事情』弓削達と共訳、東洋経済新報社 1959、新版1980
- 『ビザンツ帝国の都市と農村：4-12世紀』訳・編、創文社 1968
- H.G.ベック（英語版）『ビザンツ世界の思考構造：文学創造の根底にあるもの』編訳、岩波書店 1978
- ピグレフスカヤ（ロシア語版）他『ビザンツ帝国の都市と農村』創文社(歴史学叢書) 1980
- ゲオルギオス・ゲミストス・プレトン『「法の精神」の祖型：ビザンツ文人のペレストロイカ建白書』全2冊、一橋大学社会科学古典資料センター 1987[8][9]
- クロード・カーエン（英語版）『比較社会経済史：イスラム・ビザンツ・西ヨーロッパ』加藤博と共訳、創文社〈歴史学叢書〉、1988

## 著作目録
- 大月康弘「渡辺金一名誉教授著作目録」『一橋論叢』第100巻第6号、日本評論社、1988年12月、869-874頁、doi:10.15057/12616、ISSN 0018-2818。